# 황룽 스포츠 센터 스타디움
황룡 스포츠 센터(간체자: 杭州黄龙体育中心, Yellow Dragon Sports Center Stadium)는 중화인민공화국 저장성 항저우에 있는 종합 경기장이다.
이 종합경기장은 스포츠 경기뿐만 아니라 콘서트나 축하 공연 같은 문화 행사를 하기 위한 용도로도 사용된다.
황룡 스포츠 센터는 1997년에 시작되어 2003년에 완공되었다. 여기에는 축구 경기장뿐만 아니라 육상트랙, 리듬 체조, 테니스, 다이빙, 체스를 위한 시설과 실내경기장, 연습시설, 스포츠 호텔, 기자실 등등의 다양한 시설을 갖추고 있다.

## 황룡 경기장

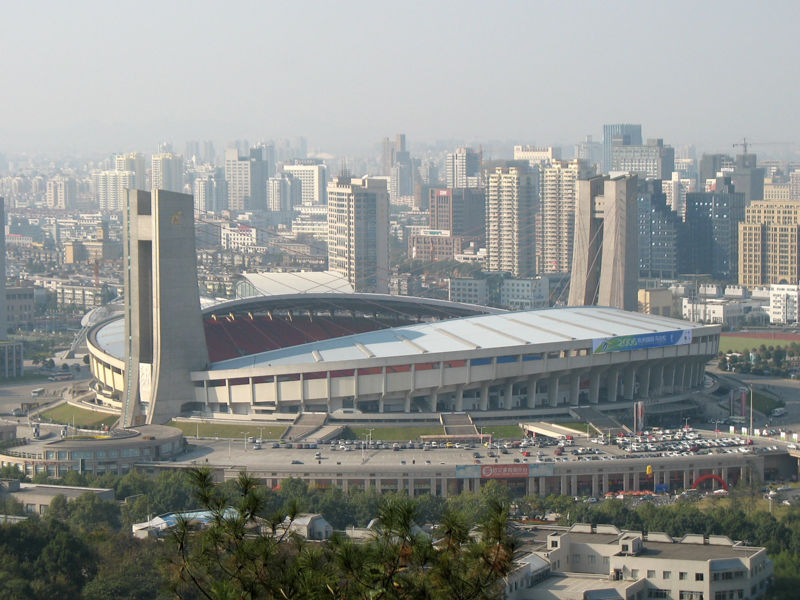
근처 언덕에서 본 경기장

황룡 경기장(간체자: 杭州黄龙体育场)은 축구 경기장으로 황룡 스포츠 센터의 주된 시설이다. 이 경기장은 51,000명의 관중을 수용할 수 있으며 2000년에 완공되었다. 이 지역의 축구팀이 사용하는 이 경기장은 2007년 FIFA 여자 월드컵의 조별리그와 브라질과 미국의 준결승전이 열리는 장소이다.
구조는 원형의 모습이며 좌석 위에는 부분적으로 천장이 있고, 경기장 끝에 이중의 버팀대가 서 있다.

## 황룡 체육관
황룡 체육관은 실내 경기장으로 8,000명의 관중을 수용할 수 있다. 2003년 9월 21일에 정식으로 개장되었으며 경기장 건설에는 1억 6천만 런민비(약 1천 9백만 미국 달러)가 들었다. 이 체육관은 피겨스케이팅과 아이스하키도 할 수 있다. 또 음악 콘서트에도 사용될 수 있는데, 경기장의 북쪽부분을 사용하면 가능하다.